# Mchomoro
Mchomoro ist ein Verwaltungsbezirk (Ward) des Distrikts Namtumbo in der tansanischen Region Ruvuma.

## Geografie
Mchomoro liegt im Südwesten von Tansania etwa 80 Kilometer Luftlinie östlich der Regionshauptstadt Songea. Der Bezirk grenzt im Norden an Likuyuseka, im Osten an Kalulu, Namwinyu und Nampungu, im Südosten an Marumba, im Süden an Magazini und im Westen an Lusewa, Ligera, Luchili und Rwinga. Bei der Volkszählung 2022 lebten 16.120 Menschen in 3441 Haushalten auf einer Fläche von 3662 Quadratkilometern.

## Gliederung
Der Bezirk besteht aus vier Gemeinden (Mtaa) mit 21 Orten (Kitongoji):
| Songambele - Minazini - Mabatini - Songambele - Majengo | Mchomoro - Mchomoro - Nyerere - Mingweha - Muungano - Gulioni - Changalawe - Sokoine | Masuguru - Changarawe - Mapinduzi - Shuleni - Mzalendo - Namanina | Kilimasera - Mputa - Kilimasera - Mahenge - Minazini - Mterawamwahi |

## Wirtschaft und Infrastruktur
- Bildung: Die Korido Secondary School eine staatliche Tagesschule mit einer Ausbildung bis zur 4. Stufe.[8]
- Gesundheit: In den drei Gemeinden Songambele,[9] Mchomoro[10] und Masuguru[11] gibt es je eine staatliche Apotheke.
- Verkehr: Den Bezirk durchquert die asphaltierte Nationalstraße T6. Sie führt nach Songoa im Westen nach Mtwara im Osten.[12]